# Triticum monococcum

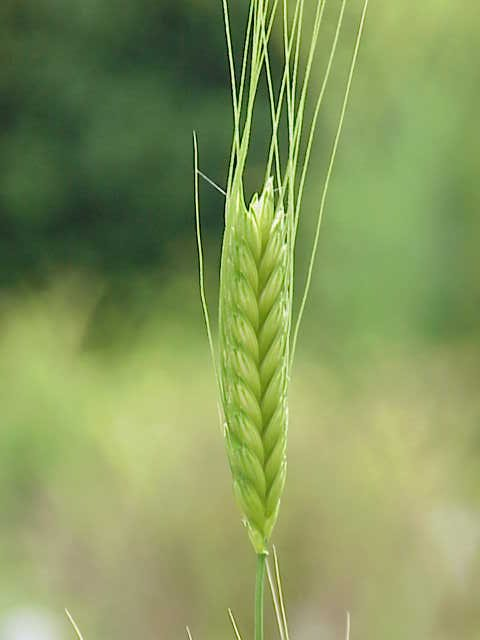
Triticum monococcum

Triticum monococcum é uma espécie diploide de trigo com variedades selvagens e domesticadas. As formas selvagens e domesticadas são consideradas espécies separadas, ou como subespécies: Triticum monococcum subsp. boeoticum (selvagem) e T. monococcum subsp. monococcum (domesticado).
Este tipo de trigo tem glumas duras ("cascas") que encerram os grãos. A forma cultivada é semelhante à selvagem, exceto que as sementes são maiores. A forma doméstica é conhecida como "petit épeautre" em francês, "einkorn" em alemão, "einkorn" ou "littlespelt" em inglês, "piccolo farro" em italiano e "escanda menor" em espanhol. O nome refere-se à circunstância de que cada espigueta contém apenas um grão.
O trigo Triticum monococcum foi uma das primeiras plantas a ser domesticada e cultivada pela humanidade. A mais antiga evidência clara da domesticação  data de 10.600 a 9.900 anos antes do presente (8650 aC a 7950 aC) de Çayönü e Cafer Höyük, dois sítios arqueológicos do Neolítico no sul da atual Turquia.